# Am Stein bei Elm
Am Stein bei Elm ist ein Naturschutzgebiet und FFH-Gebiet auf dem Gebiet der Stadt Schlüchtern im Main-Kinzig-Kreis in Hessen. Das Schutzgebiet liegt östlich von Elm, einem Stadtteil von Schlüchtern, südlich der Landesstraße 3329 und südlich des Elmbaches.

## Bedeutung
Das 7,39 ha große Gebiet mit der Kennung 1435067 ist seit dem Jahr 1986 als Naturschutzgebiet ausgewiesen, seit 2008 flächen- und namensgleich als FFH-Gebiet DE 5623-302.